# Aleksandr Vladimirovich Zaikin
Aleksandr Vladimirovich Zaikin (tiếng Nga: Александр Владимирович Заикин; sinh ngày 15 tháng 1 năm 1988) là một cầu thủ bóng đá người Nga. Anh thi đấu cho F.K. Torpedo Vladimir.